# Баян (хан)
Баян I — напівлегендарний каган  Аварського каганату, вважається засновником цієї держави. Про нього відомо небагато, більшість згадок про нього це усна народна творчість, пісні, легенди тощо. Тому точних даних про його життя майже немає. Був каганом в 562—602 роках. 
В 562 році розгромив антів. В 565 році імператор Юстиніан Другий перестав платити аварам податки, посилаючись на міць Візантії. Пізніше авари успішно воювали з франками і гепідами.
Відомий також своїм ставленням до римлян. Розпочав війну проти Візантії, коли ті відмовились платити данину, часто страчував громадян Візантії та колишньої Римської імперії.